# Jean Abraham Chrétien Oudemans

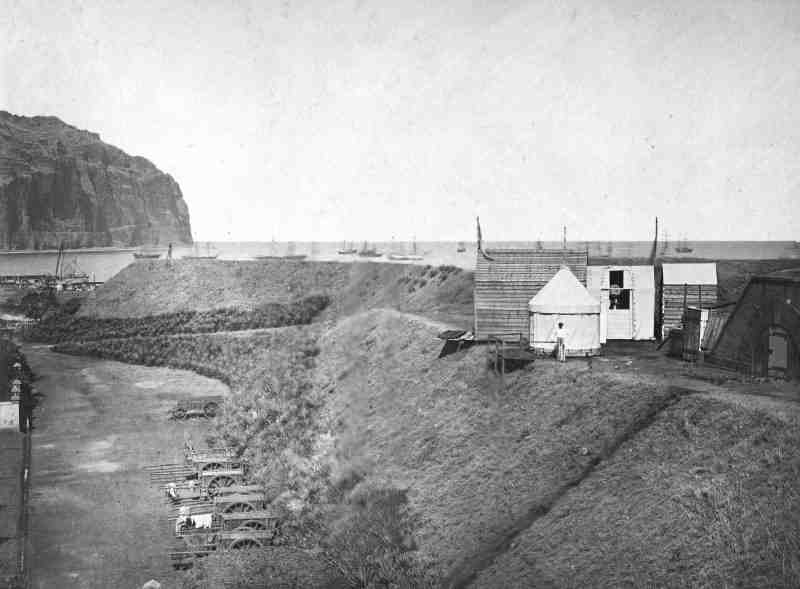
Le camp installé par les Néerlandais au Barachois.

Jean Abraham Chrétien Oudemans est un astronome néerlandais né le 16 décembre 1827 et mort le 14 décembre 1906. Il a été le directeur de l'observatoire d'Utrecht de 1875 à 1898, soit l'année de sa retraite.
Né à Amsterdam, il devient professeur dans le secondaire à Leyde dès 1846, alors qu'il est âgé de 19 ans. En 1856, il devient ensuite  professeur à l'université d'Utrecht et directeur de l'observatoire de la ville pour la première fois.
Mais son intérêt se porte alors sur la géographie. Il entreprend un voyage aux Indes néerlandaises en tant qu'ingénieur et y travaille pendant dix-huit ans. Il publie pendant cette période des travaux sur la triangulation de l'île de Java en six ouvrages.
En 1874, il observe le transit de Vénus à La Réunion malgré le mauvais temps. En 1889, il publie une carte du Ciel. Un cratère de Mars porte aujourd'hui son nom.